# Ferran Belda Pérez
Ferran Belda Pérez (Xàtiva, 31 de maig de 1954) és un periodista valencià. Llicenciat en Història Contemporània per la Universitat de València i en Ciències de la Informació per l'Autònoma de Barcelona, fou director del diari Levante-EMV en dos periodes: entre els anys 1987 i 1998, i des de 2009 fins 2013. Posseeix el Premi Llibertat d'Expressió que atorga la Unió de Periodistes Valencians.
L'any 1977 va ser l'encarregat, junt amb altres periodistes valencians, de posar en marxa la revista Valencia Semanal, on va publicar més d'un centenar d'articles. El seu característic estil a l'hora de redactar els reportatges cridà l'atenció de la subdirectora del diari Las Provincias, Maria Consuelo Reyna, i el va contractar en 1980quan la revista va deixar de publicar-se. Va ser l'any 1983 va deixar Las Provincias per formar part d'un ambiciós projecte encapçalat per Jesús Prado al diari Levante-EMV com a redactor en cap publicant reportatges, entrevistes i articles d'opinió. Pocs anys després va fer-se càrrec de la subdirecció del diari, fins que l'any 1987 va ser nomenat director. Editorial Prensa Ibérica li va encomanar la subdirecció general de continguts de València i Catalunya l'any 1998, i a partir del seu nomenament com a director general l'any 2004, de Balears. A més, al seu càrrec han estat altres publicacions com Diari de Girona, Regió 7, Diario de Mallorca, Diario de Ibiza i Superdeporte, així com els semanaris Empordà, El Boletín i Mallorca Zeitung. Després de deixar la direcció de Levante-EMV, es va incorporar en 2014 al periòdic valencià de la competència, Las Provincias, com a destacat columnista.
L'any 2018 va fer un repàs de la seua trajectòria periodística en una entrevista publicada per la revista Plaza.